# Linda Fröhlich
Linda Fröhlich, coniugata Todd (Pforzheim, 23 giugno 1979), è un'ex cestista tedesca.
Alta 188 cm, gioca come ala-centro.

## Carriera
È stata selezionata dalle New York Liberty al secondo giro del Draft WNBA 2002 (26ª scelta assoluta).
Nel 2007-08 ha giocato con il Taranto Cras Basket.
Con la Germania ha disputato due edizioni dei Campionati europei (2005, 2007).